# Công báo Việt Nam
Công báo Việt Nam (tiếng Pháp: Journal Officiel du Viet Nam) là tờ công báo đầu tiên của cả nước đăng bằng hai thứ tiếng Việt và Pháp dưới thời Quốc gia Việt Nam phát hành vào ngày 4 tháng 6 năm 1948. Tòa soạn và trị sự đặt tại số 63 đường Catinat, Sài Gòn. Ấn phẩm này xuất bản liên tục từ năm 1948 (năm thứ nhất) đến ngày 25 tháng 10 năm 1955 (năm thứ tám) ra được tổng cộng 410 số (gồm 405 số chính thức và 5 số phụ thêm).

## Sự kiện
Năm thứ nhất công báo đăng những văn bản do Chính phủ Trung ương Lâm thời Việt Nam ban hành trong năm 1948. Chủ đề đăng ở trang bìa của số 1: "Số đặc biệt về sự thành lập Chánh phủ Trung ương Lâm thời Việt Nam". Năm thứ hai công báo này gồm 32 số, từ số đầu tiên ra ngày 1 tháng 1 năm 1949 đến số 32 ra ngày 6 tháng 8 năm 1949 của Chính phủ Trung ương Lâm thời Việt Nam ; và 22 số của Chính phủ Quốc gia Việt Nam (tập mới) lấy số lại từ số 1 ra ngày 6 tháng 8 năm 1949 đến số 22 ra ngày 31 tháng 12 năm 1949.

## Nội dung
Những số Công báo Việt Nam đầu tiên đăng các văn kiện quan trọng về việc thành lập Chính phủ như: Số 1 năm 1948 đăng Chiếu thư ngày 26 tháng 3 năm 1948 của Cựu hoàng Bảo Đại gởi cho các đại diện của đoàn thể chính trị và tôn giáo; Sắc lệnh số 1 ngày 23 tháng 5 năm 1948 thành lập Chính phủ Trung ương Lâm thời Việt Nam; Chỉ dụ số 1 ngày 2 tháng 6 năm 1948 quy định thành phần Hội đồng Tổng trưởng của Chính phủ Trung ương Lâm thời Việt Nam. Số 1(Tập mới ra ngày 6 tháng 8 năm 1949) đăng: Dụ số 1 ngày 1 tháng 7 năm 1949 tổ chức và điều hành cơ quan công quyền Việt Nam; Dụ số 2 ngày 1 tháng 7 năm 1949 tổ chức quy chế các công sở; Dụ số 3 ấn định trụ sở chính thức của Quốc trưởng phủ tại Sài Gòn); Sắc lệnh số 1-CP ngày 1 tháng 7 năm 1949 tổ chức Chính phủ Quốc gia Việt Nam.